# 德国空军第1防空导弹联队
德国空军第1防空导弹联队（德語：Flugabwehrraketengeschwader 1，缩写为）是德国空军分别部署在胡苏姆、萨尼茨、巴特叙尔策、潘克尔和艾爾帕索的一个作战部队。该联队装备有爱国者地对空导弹、MANTIS近程防空系统和虎猫轻型防空系统。
自2013年7月1日起，该联队直接隶属于驻科隆-瓦恩的空军作战指挥部管辖。

## 历史
第1防空导弹联队最初是在1959年以第3防空团（Flugabwehrregiment 3）的名义于库普费德雷组建。部队在同年搬迁至博霍尔特，1960年又迁往奥斯纳布吕克。1965年，随着装备鹰式导弹武器系统，它被重命名为第3防空导弹联队，并入驻伦茨堡附近的克鲁门奥特。1967年，部队转场至海德。在当地，它分别于1989年被重新划分为第1防空导弹指挥部和1992年被划分为第1防空导弹联队。1994年，联队迁入现址。鹰式导弹武器系统则至2001年退役。
2011年1月1日，该联队正式负责接管MANTIS近程防空系统、虎猫轻型防空系统以及来自已解散的陆军防空部队的LÜR领空监控雷达。通过空军防空导弹体系进行使用的这些系统是由驻胡苏姆的防空大队在2011年3月25日投入运作。
联队的绰号“石勒苏益格-荷尔斯泰因”是在1989年获得。但自2014年10月1日起，随着联队的进一步整合，该绰号已不再适用于跨地区的部队名称。
第1防空导弹联队在2013年6月30日前都是第4航空师的下属部队。自2013年7月1日起，该联队则直接隶属于空军作战指挥部管辖。
该联队负责指挥第21防空导弹大队（萨尼茨）、第24防空导弹大队（巴特叙尔策）、第26防空导弹大队（胡苏姆）和第61防空导弹大队（潘克尔）的行动。而作为第1防空导弹联队重新分类的并移交罗伯特·洛文施泰因中将的一部分，联邦国防军下属的其余所有防空导弹单位，包括驻美国艾爾帕索的德国空军防空导弹战术培训进修中心以及驻胡苏姆的防空导弹培训中心都在2013年4月12日划归第1防空导弹联队建制。

## 任务

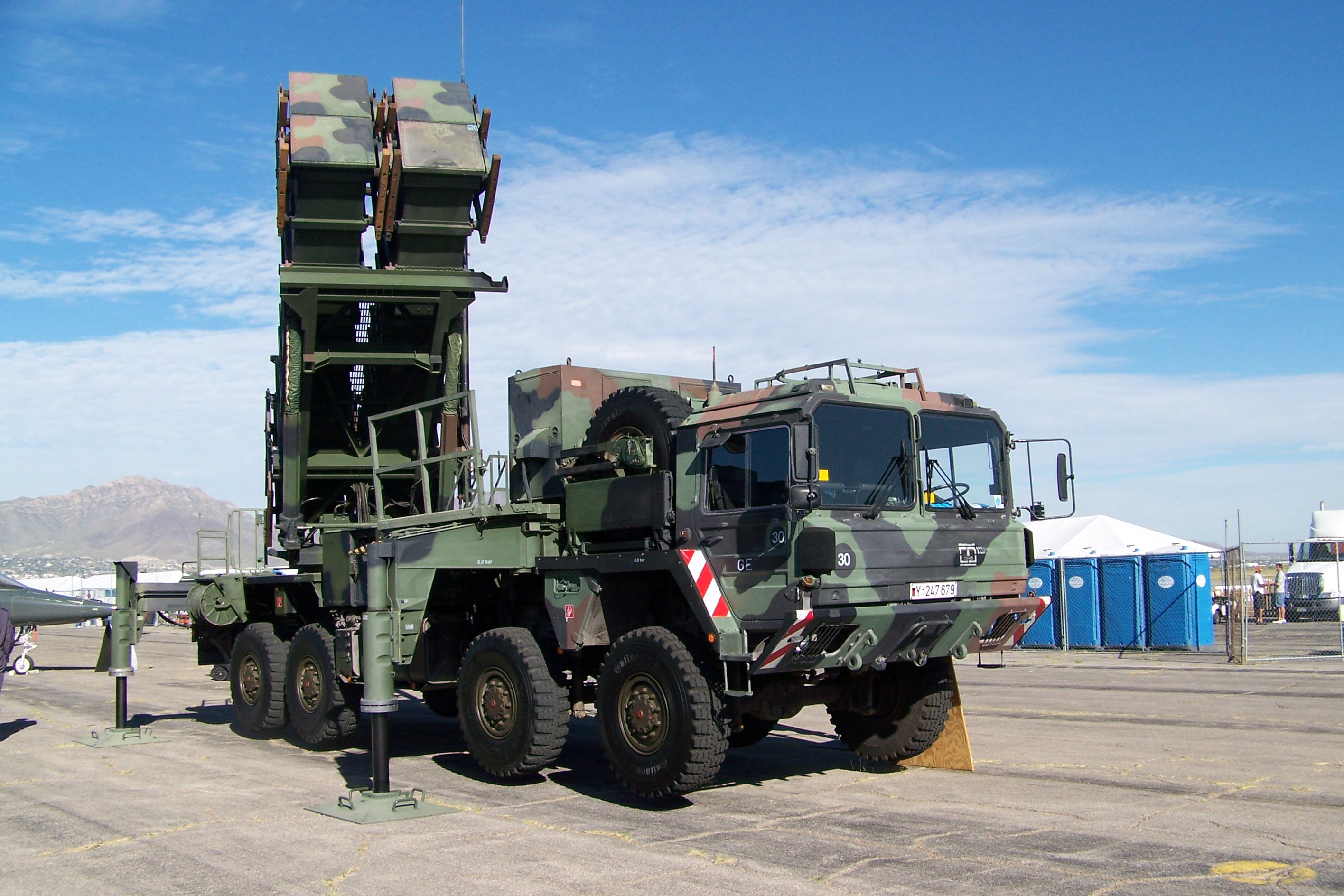
联队的爱国者导弹发射器

该联队的任务是利用爱国者地对空导弹对抗飞行器和弹道导弹的威胁，以对指定的区域和对象进行保护。而随着第61防空导弹大队（原称防空大队）的组建，该联队还有另一项任务，即利用MANTIS近程防空系统保障己方部队营地的安全。

## 架构
第1防空导弹联队下设4个大队及2个培训中心：
- 第21防空导弹大队（德语：Flugabwehrraketengruppe 21）（驻萨尼茨）
- 第24防空导弹大队（德语：Flugabwehrraketengruppe 24）（驻巴特叙尔策）
- 第26防空导弹大队（驻胡苏姆）
- 第61防空导弹大队（驻潘克尔）

- 德国空军驻美防空导弹战术培训进修中心（德语：Taktisches Aus- und Weiterbildungszentrum FlaRakLw USA）（驻美国艾尔帕索）
- 防空导弹培训中心（驻胡苏姆）